# Уметност завођења
Уметност завођења (2001) је друга књига америчког аутора Роберта Грина. Књига испитује друштвену моћ кроз сочиво завођења и била је међународни бестселер.

## Опис
Књига описује девет врста заводника (са додатним профилом за "анти-заводника") и осамнаест врста жртава. Греене користи примере историјских личности као што су Клеопатра, Казанова, Дјук Елингтон и Џон Ф. Кенеди како би подржао психологију иза завођења. Књига садржи 24 технике завођења. Грин је видео Уметност завођења као логичан наставак 48 закона моћи, будући да се завођење "односи на моћ и манипулацију исто колико и на романтику, о томе како некога натерати да падне под вашу чаролију."

## Девет типова заводника

### Сирена
Сирена је врста жене која представља авантуру и промену. Она развија своју личност и шарм на основу тога да човек увек тражи различита искуства и она му то представља. Њен шарм лежи у готово театралном и сензуално угодном визуелном доживљају који ствара кроз разрађену одећу и заводљивост свуда око себе. Она је женствена, помало стидљива, гламурозна, краљевска и живи животом доколице и удобности. Она има тренутни ефекат на мушкарца због своје сексуалне привлачности која лежи у њеном смиреном, журном држању у комбинацији са блиставим изгледом. Она има готово опасан квалитет. Она тера мушкарца да је прогања и увек делује помало ван његовог домашаја.
| „         | Шарм Клеопатриног присуства је био неодољив, и постојала је привлачност у њеној личности и говору, скупа са чулном сликом њеног карактера, који су прожимали сваку њену реч и дело, и потчињавали сваког ко је имао било какве везе са њом. Било је очаравајуће само чути њен глас, којим је попут инструмента са много жица могла да мења језик којим је говорила. | ” |
| — Плутарх | |   |

Сиренин прототип је богиња Афродита, представља мушку фантазију изражене сексуалности, потпуног самопоуздања, неодољива жена која нуди бескрајне ужитке и мало опасности. Сирена се издваја од других жена, првенствено јер друге жене немају довољно самопоуздања да пројектују такву слику о себи. Када се издвоји, она мора поседовати две кључне особине: моћ да натера мушкарца да грозничаво трчи за њом и дашак опасности. Сирене су често врло ирационалне, што људима често бива привлачно, јер су ограничени сопственом рационалношћу. Дашак опасности је кључан, јер оне тиме стварају поштовање и држе мушкарца на дистанци.
Сирени су најважнији адути физички изглед, њено тело и украси, мирис и глас. Све на њој мора да засењује, али мора да буде и хармонично, тако да ниједан појединачан орнамент не привлачи превише пажње. Она се креће грациозно и сталожено. Одговарајући покрети и понашање за Сирену су важни као и глас. Док је једна страна Сирена сензуална и еротична, друга страна је стидљива и наивна, чиме конструише ефекат као да није свесна шта изазива у другима.
Симбол: вода; песма Сирена је омамљујућа, флуидна и неухватљива. Попут мора, Сирена мами људе обећавајући им бесконачне авантуре и задовољства. Заборављајући на прошлост и будућност, људи је прате на отворено море где се даве.

### Плејбој
Плејбој је мушки заводник који хвата женску машту тако што је непрестано прогања. Баш као што сирена утиче на мушкарце са њеним физичким присуством, Плејбој има утицај на жене због његове способности да јој покаже горљиву приврженост. Привлачи је јер изгледа да је лудо заљубљен у њу. Он не показује оклевање и бесрамно признаје своју слабост када је у њеном присуству, па самим тим он остварује сан сваке жене. Он је стручњак у коришћењу речи и језика да покаже своју оданост. Као и Сирена, Плејбој такође скрива део његове личности, стварајући осећај опасности и узбуђења. Такође има репутацију да је опасан заводник и безобзирно заљубљен, али никада не умањује или крије своју славу.  Уместо тога, он то користи у своју корист како би изазвао интересовање жена. Оно што Плејбој нуди је оно што друштво не дозвољава женама: аферу од чистог уживања, узбудљив сусрет с опасношћу. Жена је често угњетавана друштвеном улогом. Јако често, њен брак и везе јој не допуштају романтику и посвећеност, него рутину и бескрајно деконцентрисаног партнера. Непрестана женска фантазија јесте у томе да упозна мушкарца који ће јој се тотално препустити и живети за њу, макар на кратко.
| „                 | Али којом то, онда, силом, Дон Жуан заводи? То је пожуда, енергија сензуалне пожуде. Он у свакој жени жуди за свим женама на свету. Реакција на ову огромну страст улепшава и развија оне за којима жуди. И док пламен ентузијазма, са заводничким сјајем који осветљава чак и оне који стоје у узгредном односу са њим, дотле Дон Жуан, преображава сваку девојку много дубљем смислу. | ” |
| — Серен Кјеркегор | |   |

Плејбоја никад не брине женско одбијање, нити било каква баријера на путу до ње, попут мужа или физичке дистанце. Отпор је само варница за његову пожуду, која је само јаче распаљује. Плејбоји одржавају осећај таме и мистерије, тако да је женама привлачно нешто што је неистражено и узбудљиво. Он је такође веома речит, бира речи према њиховој способности да сугеришу , хипнотизују, уздигну. Циљ његове комуникације јесте да убеде, ласкају. Његов највећи адут јесте његова репутација.
Симбол: ватра; Плејбој гори од жеље да побуди жене које заводи. Екстремна је, неконтролисана и опасна.

### Идеални љубавник
Идеални љубавник, као што име говори, представља љубитеља фантазије који чини да се вољена осећа узвишено и сјајно. Грин користи примере Казанове и Мадам Помпадур да опише идеалног љубавника. Према Грину, Казанова се историјски сматра најуспешнијим заводником. Учинио је себе неодољивим женама дајући им оно што им се чинило да недостаје у њиховим животима. Пажљиво је посматрао како би одредио женске потребе и представио се као оличење онога што она жели. Мадам Помпадур користила је исту стратегију са краљем Лујем XV коме је била потребна промена и авантура у животу. Мадам Помпадур  постала је авантура коју је толико желео. Својим костимима, иновативним активностима и пројектима освојила је његово срце и стекла велику моћ.
Идеални љубавници су свесни шта недостаје њиховим партнерима, фантазије које је потребно уздрмати и они рефлектују партнерове идеале. Идеални љубавник је редак у модерном свету, јер таква улога захтева труд. Та улога захтева посматрање особе, схватање оног што јој недостаје, чиме је разочарана. Потребно је много пажње и стрпљења.
Отелотворење идеалног љубавника у 20. веку био је Рудолф Валентино, или макар слика коју је стварао на филмском платну. Начин на који је узимао жену за руку, поклони, свеће, плес, указивало је на то колико он мисли на жену. Роберт Грин даље наводи како ништа није више заводничко од стрпљивог посвећивања пажње. Моћ Валентина јесте што су данас такви људи јако ретки, а уметност испуњавања женских идеала је скоро нестала, што је чини много привлачнијом.
Кључ је у двосмислености, комбинација између сензуалности и духовности. Мешавина узвишеног и ниског је јако заводљива.
Симбол: Портретиста. Под његовим оком, све мане и неправилности његовог субјекта нестају. Он у субјекту призива племените квалитете, прави од њега мит, чини субјекта боголиким и бесмртним. Због његове способности да изгради наведено, он поседује велику моћ.

### Денди
Дендији су привлачни, јер се не могу категоризовати, уносе дашак слободе у партнере. Играју се са мужевношћу и женственошћу, сами обликују своју физичку слику, што је увек мистериозно и нестално. Привлачни су и мушкарцима и женама, они увелико фасцинирају и заводе.
Родне улоге су се мењале током историје много пута. Велика већина људи пристаје на оно што се тада сматра нормалним и играју улоге које су им додељене. Конформизам је сталан и људи често имитирају једни друге. Дендији показују праву и радикалну разлику од других људи, разлику у појави и манирима. Пошто је већина људи потлачена мањком слободе, привлаче их они који су флуиднији и који се размећу њиховом разноликошћу.
Дендији заводе сексуално и друштвено. Око њих се формирају читаве групе људи које се заљубљују у њих. Денди је редак цвет и баш као и цвет, Дендији се приказују упечатљиво и естетски, никад вулгарно. Дендије највише карактерише њихова физичка појава, и они много воде рачуна о свом облачењу и визуелни стил.
| „              | Ја сам жена. Сваки уметник је жена и требало би да има укуса за друге жене. Уметници који су хомосексуалци не могу да буду прави уметници, али пошто су и они жене, враћају се на нормалу. | ” |
| — Пабло Пикасо | |   |

Дендији, додуше, не траже пажњу, већ пажња наилази на њих. Они се често облаче неконвенцијално, али оно што је заиста суштина јесу детаљи. Женски Денди може да се облачи као мушкарац, али чини тако да је неки детаљ ту и тамо разликује. Жорж Санд је била једна од њих и била је невероватан призор на улицама Париза.
Симбол: Орхидеја. Њен облик и боја чудновато представљају оба пола и њен мирис је сладак и декадентан, она је тропски цвет зла. Деликатан и софистициран, он је хваљен због своје уникатности.

### Природни
Природни тип је отелотворење оних квалитета из детињства за којима људи жуде: спонтаност, искреност, непрентециозност. Природни има разиграни дух и враћају људе у њихово златно доба. Они умеју да направе врлину од слабости и као и код деце, код њих је доста тога једноставно природно. Понешто је наглашено, што је заводнички материјал. 
Деца нису тако безазлена, иако осећају инфериорност, она могу да увиде моћ свог природног шарма, који им помаже да ублаже своје слабости у свету одраслих. Уколико је њихова рањивост и слабост нешто што је толико привлачно, онда могу да је искористе да постигну друге ефекте. Природни људи успевају да одрже неке квалитете детета, које људи проналазе привлачним, јер их подсећа на невини дечји свет у ком су били и који је заувек прошао. Они нису дословно деца, то би их учинило мизерним и  одбојним, пре ће то бити дух који су успели да поврате. Успели су да очувају неке квалитете, као што дете учи да се игра шармом. 
Роберт Грин наводи неколико типова природних.

#### Невинашце
Неки природни жуде да очувају невиност и тако поставе илузију. Претварају се да свет гледају невиним очима, што се код одраслих показује као двоструко хумористично. Велики део њих је свестан тога, али одрасли природни морају да то учине суптилно и без напора.

#### Враголан
Враголаста деца имају неустрашивост коју одрасли изгубе. То је зато што она не могу да сагледају све последице свог понашања. Враголани су смели, дражесно нејхани. Они су ведри, нису изгубили свој дух. Одрасли враголани су заводљиви због тога колико се разликују од обичних људи. Они су као дашак свежег ваздуха у модерном свету, њихова неприлагођеност не може да се контролише па је стога природна. 

#### Чудо
Чудо од детета има специјалан, необјашњив таленат: дар за музику, за математику, за спорт... Ова деца изгледају као да су запоседнута у току рада и као да раде без напора. Уколико је у питању неки физички рад, они су благословени са спонтаношћу, издржљивошћу и енергијом. Чине се много талентованијим од других, и ово људе фасцинира.

#### Небрањени љубавник
Како људи старе, они се бране од болних искустава тиме што се повлаче. Цена коју плаћају за то јесте што постају ригидни, физички и ментално. Деца се по природи не штите и отворена су за нова искуства, што је атрактивно. У присуству деце, одрасли су мање ригидни и осећају се боље. Небрањени љубавници су некако успели да заобиђу само-заштитне процесе и остали разиграни. Они су отворени за утицаје других и тиме их лакше очаравају.
Симбол: Јагње. Меко и нежно. Јагње које је два дана старо ће безбрижно скакутати, а већ након недељу дана оно ће играти "прати воду." Његове слабости су део његовог шарма.